# Marie-Louise Pierre
Marie-Louise Pierre (ur. 25 sierpnia 1955) – haitańska lekkoatletka, olimpijka.
Uczestniczka Letnich Igrzysk Olimpijskich 1976 w Montrealu. Wzięła udział wyłącznie w biegu na 200 m. W eliminacjach uzyskała wynik 28,19, który był wyraźnie najsłabszym rezultatem wśród 36 sklasyfikowanych zawodniczek – do zwyciężczyni eliminacji straciła ponad 5 sekund, zaś do przedostatniej sprinterki ponad 2 sekundy.
Rekord życiowy w biegu na 200 m – 28,19 (1976).